# Leißling
Leißling is een plaats en voormalige gemeente in de Duitse deelstaat Saksen-Anhalt en maakt deel uit van de gemeente Weißenfels in de Landkreis Burgenlandkreis.
Leißling telt 1.536 inwoners.